# Disco polo
Disco polo är en polsk genre av discomusik. Denne genre har begränsad spridning utanför Polen och kan beskrivas som pop- och discomusik med sång på polska.